# Воля-Влосцянська
Воля-Влосцянська (пол. Wola Włościańska) — село в Польщі, у гміні Красносельц Маковського повіту Мазовецького воєводства.
Населення — 172 особи (2011).
У 1975-1998 роках село належало до Остроленцького воєводства.

## Демографія
Демографічна структура станом на 31 березня 2011 року:
|          | Загалом | Допрацездатний вік | Працездатний вік | Постпрацездатний вік |
| -------- | ------- | ------------------ | ---------------- | -------------------- |
| Чоловіки | 82      | 28                 | 48               | 6                    |
| Жінки    | 90      | 26                 | 48               | 16                   |
| Разом    | 172     | 54                 | 96               | 22                   |